# Кам'янська сільська рада (Тростянецький район)
Ка́м'янська сільська́ ра́да — колишній орган місцевого самоврядування у Тростянецькому районі Сумської області. Адміністративний центр — село Кам'янка.

## Загальні відомості
- Населення ради: 1 464 особи (станом на 2001 рік)

## Населені пункти
Сільській раді були підпорядковані населені пункти:
- с. Кам'янка
- с. Кам'янецьке

## Склад ради
Рада складалася з 12 депутатів та голови.
- Голова ради: Студінський Микола Вікторович
- Секретар ради: Смородько Світлана Дмитрівна

### Керівний склад попередніх скликань
| Прізвище, ім'я, по батькові | Основні відомості                                                                       | Дата обрання | Дата звільнення |
| --------------------------- | --------------------------------------------------------------------------------------- | ------------ | --------------- |
| Синявіна Людмила Іванівна   | Сільський голова, 1969 року народження, член Соціалістичної партії України              | 26.03.2006   | 31.10.2010      |
| Мазна Любов Василівна       | Сільський голова, 1965 року народження, освіта середня спеціальна, член Партії регіонів | 31.10.2010   | 25.10.2015      |

Примітка: таблиця складена за даними сайту Верховної Ради України